# 錦衣衛
錦衣衛（きんいえい）は、明朝の秘密警察・軍事組織で、禁衛軍の1つ。
明朝の洪武15年（1382年）に、儀鸞司が再編・改称されたもので、侍衛上直軍の1つとして親軍指揮使司に属し、勲戚の都督の下に南北両鎮撫司・十四所を統轄して儀仗と宮禁守護が職務とされたが、実際には特務機関としてその側面が強くなり、北鎮撫司の処理する詔獄が別称となった。東廠設置後は、その下部組織として兵刑両権を行使して安易に拷問を濫用し、恐怖政治に因り人々から恐れられた。